# Stipshausen
Stipshausen là một đô thị thuộc huyện Birkenfeld, trong bang Rheinland-Pfalz, phía tây nước Đức. Đô thị Stipshausen có diện tích 11,11 km², dân số thời điểm ngày 31 tháng 12 năm 2006 là 981 người.